# Lewa Ściekwa

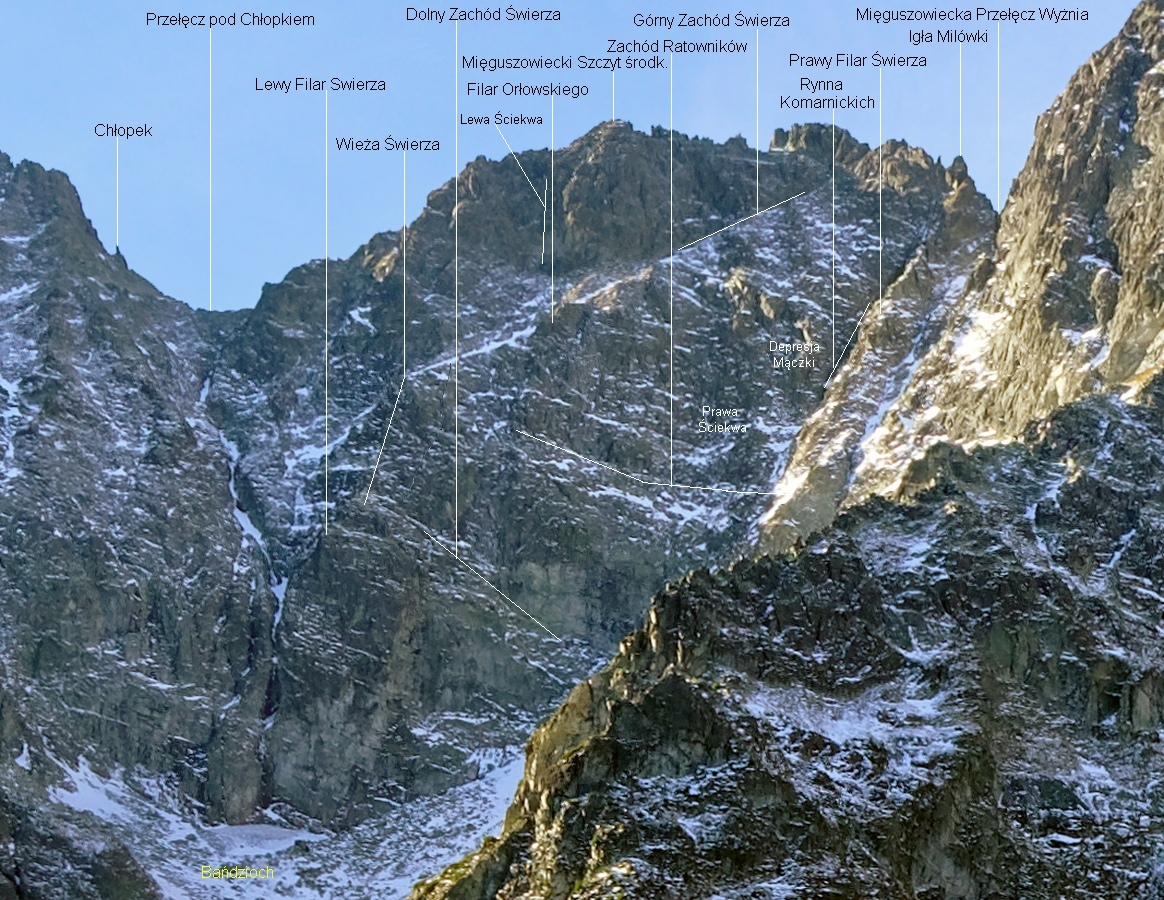

Lewa Ściekwa – lewa depresja na północno-wschodniej ścianie Mięguszowieckiego Szczytu Pośredniego w Tatrach Polskich. Znajduje się pomiędzy jej dwoma filarami: lewym zwanym Filarem Świerza i środkowym, czyli Filarem Orłowskiego. Zwykle jest mokra. Jej najwyższa część podchodzi do grani między południowo-wschodnim i środkowym wierzchołkiem tego szczytu. Najwybitniejsza jest część środkowa. Jest szeroka i zbudowana z płyt. Jej dolna część poniżej Dolnego Zachodu Świerza to mający prawie 100 m wysokości i niemal pionowy komin. 
Nazwę nadano jej w okresie, gdy w nazewnictwie tatrzańskim zwalczano germanizmy. Stanisław Eljasz-Radzikowski pisał, że niemieckiego pochodzenia wyraz rynna może być zastąpiony wyrazami wytoka, koryto lub ściekwa.
Lewą Ściekwą prowadzą drogi wspinaczkowe lub ich warianty. Przejście Lewą Ściekwą ma trudność V+, A0 w skali tatrzańskiej.
1. Droga Komarnickich (wariant Lewą Ściekwą i Górnym Zachodem Świerza); V+, A0 w skali tatrzańskiej;
2. Lewa Ściekwa (całą depresją na grań);  V+, A0, czas przejścia 5 godz.[2]

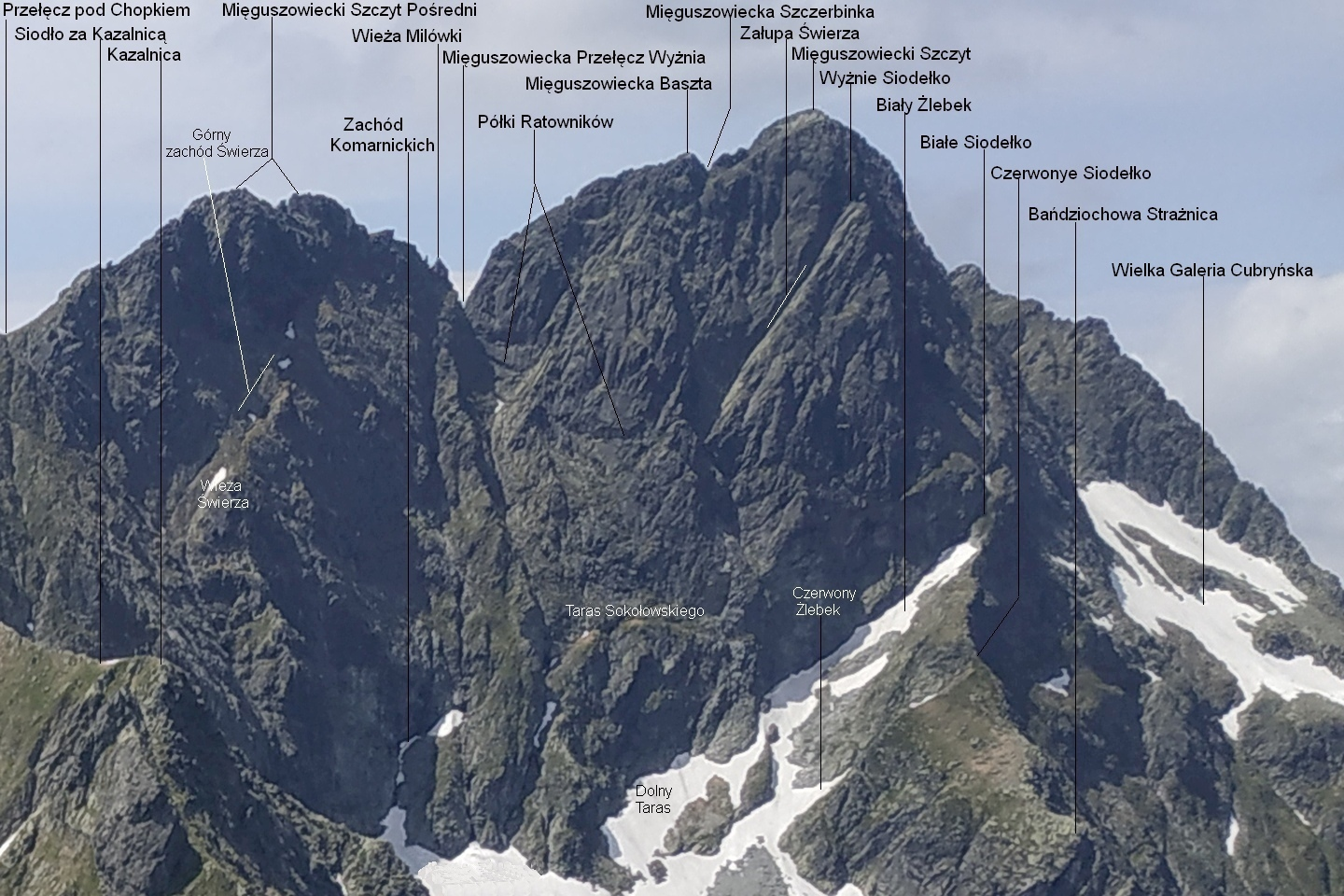